# FC 빅토리아 09 우르베라흐
FC 빅토리아 09 우르베라흐(FC Viktoria 09 Urberach)는 독일 헤센주 뢰더마르크(Rödermark) 시의 독일 축구 클럽이다.